# HMAS Mombah
HMAS Mombah – lichtuga służąca w Royal Australian Navy (RAN) w latach 1923-1929 oraz 1944-1948.

## Historia
Lichtuga „Mombah” została zbudowana w stoczni Cockatoo Island Dockyard na zamówienie RAN-u.  Stępkę pod okręt położono 21 października 1920, wodowanie odbyło się 23 kwietnia 1921, okrętu ukończono 20 lutego 1923, wkrótce po tym wszedł do służby.
Około 1929 „Mombah” została sprzedana Melbourne Harbour Trust i w 1930 została przeholowana do Melbourne, gdzie aż do 1944 lichtuga stała nieużywana.  13 marca 1944 została zarekwirowana przez RAN i odholowana przez holownik HMAS „Heros” do Darwin, gdzie przybyła 17 października 1944.  23 grudnia 1944, ponownie ciągnięta przez „Herosa”, udała się w drogę na Morotai, gdzie służyła jako okręt zaopatrzeniowy przez 10 miesięcy.  Po zakończeniu wojny została odholowana do Sydney przez holownik HMAS „Reserve”.
Okręt został wycofany do rezerwy 6 lipca 1946 i sprzedany 24 lutego 1948.